# EPOS (компьютер)
EPOS (чеш.  Elektronický POčítací Stroj — «Электронная вычислительная машина» или чеш.  Elektronkový POčítač Střední — «Электронный вычислитель средний») — разработанная в 1958—1962 годах первая в Чехословакии полностью электронная (ламповая) вычислительная машина и, возможно, первая в мире ЭВМ, функционирующая на основе машинной арифметики остаточных классов (модулярной арифметики). Одна из первых ЭВМ, реализующая многозадачный (до 5 программ) принцип работы на аппаратном уровне.

## Технические характеристики и состав
- скорость выполнения операций составляла от 5 до 20 тыс. операций в секунду над десятичными 12-разрядными операндами и зависела от конфигурации компьютера;
- общая потребляемая мощность 300 квт;
- примерно 15 тыс. транзисторов, 56 тыс. германиевых диодов и 8 тыс. электронных ламп;
- несколько видов памяти: ферритовая память объёмом 1024 слов по 65 бит; магнитный барабан емкостью 1024 десятичных 12-разрядных слов; память на магнитной ленте;
- считыватель перфокарт со скоростью считывания 14 перфокарт в секунду;
- трансмиттер для считывания данных с перфоленты со скоростью 1 тыс. символов в секунду;
- алфавитно-цифровое печатающее устройство со скоростью печати 4 строки в секунду при 120 символов в строке;
- перфоратор перфоленты, скорость — 150 символов в секунду;
- перфоратор перфокарт, скорость — 28 символов в секунду;
- электрическая машинка с чешской или словацкой раскладкой клавиатуры.

## История
После завершения проектирования первого, хотя и релейного, но полноценного компьютера, произведенного в Чехословакии, SAPO, институт математических машин (VUMS) Академии наук ЧССР приступил к созданию первого национального полностью электронного (лампового) компьютера EPOS-1. Руководителем проекта стал профессор Антонин Свобода, который уже имел опыт работы с первыми американскими компьютерами во время своего пребывания в Массачусетском технологическом институте с 1943 по 1946 гг. Проектные работы должны были проходить с первого полугодия 1959 года до первой половины 1960-х годов. В течение 1960-го года были успешно испытаны основные алгоритмы и работоспособность модулей по упрощенной функциональной схеме под названием Eposek. В середине 1961 г. введено в строй около 65 % схем. В 1963 году были разработаны только три его прототипа. Задержки в производстве возникли из-за отсутствия некоторых комплектующих, в частности ферритовых запоминающих устройств и, особенно, магнитной ленты. Так как производство EPOS-1 было включено в план экономического развития страны, правительство ЧССР было вынуждено предпринять чрезвычайные меры по выделению дополнительных субсидий. Попытка ввоза магнитной ленты из капиталистических стран затруднялась из-за экономического эмбарго, которое удалось преодолеть только в 1963 году договором с английской компанией Decca. Государственная приемка EPOS-1 состоялась в первой половине 1965 года Испытание прошло успешно и подтвердило уникальные характеристики EPOS-1. В последующем была построена транзисторная версия — EPOS-2 с производительностью до 39 тыс. операций в секунду, два варианта которой под названиями ZPA-600 и ZPA-601 серийно выпускались до 1973 года в стационарной и в мобильной версиях. Компьютеры EPOS-1 и его наследник EPOS-2 были последними проектами Антонина Свободы в Чехословакии до его эмиграции в 1964 году в США.